# Juan Cameron
Juan Claudio Zamorano Cameron, känd som Juan Cameron, född 28 januari 1947 i Valparaíso, är en chilensk poet och journalist.

## Biografi
Juan Cameron avslutade juridikstudier vid Chiles universitet i Valparaiso, 1971.
1974 var han tvungen att lämna Chile och bosatte sig tillsammans med sin familj i Argentina där han bodde de kommande 3 åren. Under dessa år arbetade han som korrekturläsare och bokförsäljare. 1977 återvände han till Chile där han arbetar som lärare vid olika yrkesinstitut i Valparaiso. Under 1980-talet vann han sina första fyra litterära priser (se lista nedan). År 1987 lämnade han Chile och emigrerade till Sverige och bosatte sig i Malmö de kommande tio åren. I Malmö arbetar han som kulturjournalist för veckotidningen Liberación. Under dessa år höll han kontakt med de chilenska poeter och författare. Han vinner  två nya priser utdelad av El Mercurios Bokmagasin och av Valparaisos kommun. År 1997 återvänder Cameron till Chile, men förblir i kontakt med Sverige, där hans äldste son Patrick bor.

## Författarskap
Juan Camerons poesi har en stark anknytning till Valparaiso, hans hemstad. Hans poesi är full av hänvisningar till olika aspekter av hamnens dagliga liv,  uttryckt genom direkt och ofta vardagligt språk som visar ett visst inflytande av den så kallade antipoesin. Även Sverige där han bodde i tio år har plats i sina dikter. Han uttrycker känslan som alla immigranter känner i ett nytt land: "Detta land är inte mitt land/ dess historia andas inte i mina strider" (Främlingens dikt).

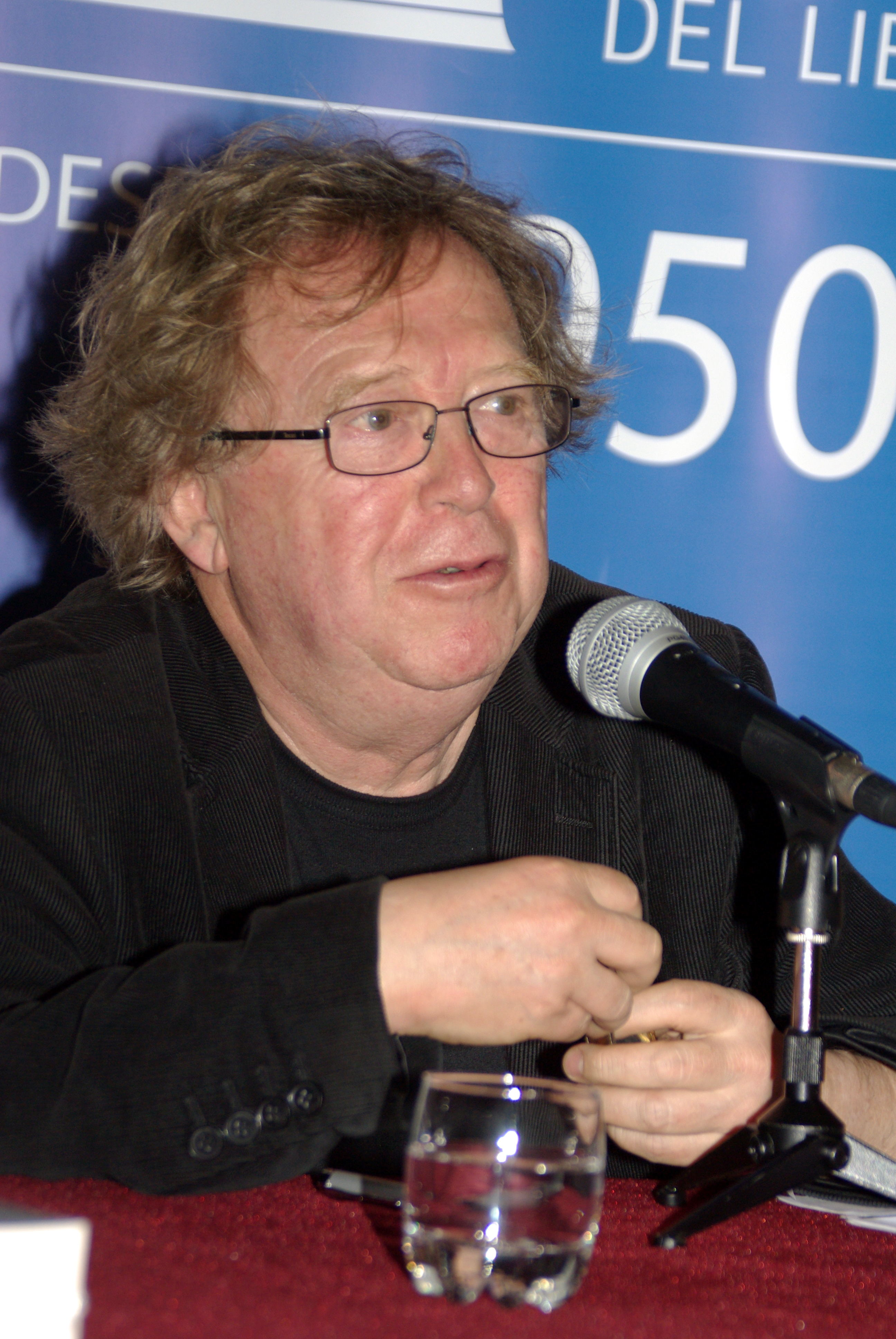
Juan Cameron på Historiska Museet i Santiago, 2013

| ”                      | I sin poesi använder Cameron en (speciell) ironi, som är svårt att finna i andra samtida chilenska poeter. Han vanhelgar verkligheten, leker med stadsmyter och med tiden som håller sig stilla i hans personliga rum, en tid som sett genom det personliga rummets fönster befriar sig från texten och får ett eget liv. En djup pessimism präglar versernas fysionomi, oavsett om de är jordnära eller handlar om kärleken, staden eller sjön. Poetens blick är skeptisk. Han tror inte på det samtida samhällets föreskrivna myter och låter ett flöde fullt med paradoxer utvecklas genom sina dikter | „ |
| – (Aristóteles España) | |   |

.

## Priser och utmärkelser
- Premio de la Federación de Estudiantes de Chile 1972 (compartido con Osvaldo Rodríguez)
- Premio Gabriela Mistral 1982 de la Municipalidad de Santiago
- Premio Carlos Pezoa Véliz 1984
- Premio Javiera Carrera para Trabajadores, 1986 (Valparaíso)
- Premio Revista Liberación 1987 (Malmö, Suecia)
- Premio Municipal de Literatura, Valparaíso, 1996
- Premio Revista de Libros 1996 de El Mercurio
- Premio Villanueva de la Cañada 1997 (España)
- Premio Confraternidad 1999, Instituto Chileno Argentino de Cultura, Talcahuano
- Premio Jorge Teillier de la Municipalidad de Lautaro 1998
- Premio del Consejo Nacional del Libro y la Lectura 1999
- Premio del Concurso Nacional de Poesía de la Ciudad de San Felipe 2000
- Premio de Poesía Ciudad de Concón 2001
- Premio Dolores Pincheira 2002, Sociedad de Escritores de Chile, Concepción
- Premio Internacional Ciudad de Alajuela 2004, Costa Rica
- Premio Stella Corvalán 2008 (Talca)
- Premio Internacional Paralelo Cero, Quito, Ecuador, 2014
- Premio Altazor en Crónica, Santiago, 2014
- Premio Fernando Santiván, Valdivia, 2014
- Premio Pilar Fernández Labrador, Salamanca, España, 2015

### Diktsamlingar
- Las manos enlazadas, Edeval, Valparaíso, 1971
- Una vieja joven muerte, Del Café, Valparaíso, 1972
- Perro de circo, Edición del Premio Rudyard Kipling, Santiago, 1979
- Apuntes, Del Café, Valparaíso, 1981
- Escrito en Valparaíso, 1982
- Poesía dispersa, Librería LAR, Concepción, 1985
- Cámara oscura, Ed. Manieristas, Santiago, 1985
- Video Clip, Bikupa, Estocolmo, Suecia, 1989
- Como un ave migratoria en la jaula de Fénix, Rusadir, Melilla, España, 1992
- Si regreso/ If I go back, Cross.Cultural Communications, New York, USA, 199
- Tras el propio paisaje, Barcelona, 1996
- Visión de los ciclistas y otros textos, Villanueva de La Cañada, Madrid, 1998
- Cuaderno de Rosario, 1999
- Jugar con la palabra, antología 1971-2000, Ed. LOM Santiago, 2000
- Versos atribuidos al joven Francisco María Arouet y otros textos desclasificados, Ed. LOM, Santiago, 2000
- Canción, SECH, Concepción, 2002
- El bolero de los ángeles, Editorial Altazor, Viña del Mar, 2006
- Treinta poemas para leer antes del próximo jueves, Ed. Costa Rica, 2007
- 50 poemas, Casa de la Poesía, San José, Costa Rica, 2007
- Obra extranjera, 1989-2005, innefattar Video Clip, Como un ave migratoria en la jaula de Fénix, Visión de los ciclistas y otros textos och Treinta poemas para leer antes del próximo jueves; Ed. Puerto Alegre, Valparaíso, 2011
- Last Night the War Ended, Cold Hub Press, New Zealand, 2011
- Perro de circo, Pequeño Dios Editores, Santiago, 2011
- Invocatios to Pincoya in the Country of Rain, Cold Hub Press, New Zealand, 2011
- So We lost Paradise/Selected Poems[1], trad. Cola Franzen, Cold Hub Press, New Zealand, 2013
- Ciudadano discontinuado, Editorial Calygramma, Querétaro, México 2013
- Ciudadano discontinuado, Valparaíso, 2013, 2ª. ed. 2014
- Bitácora y otras cuestiones, Quito, Ecuador, 2014
- Comme une bicyclette a l’air libre, Nancy, Francia, 2014
- Fragmentos de un cuaderno con vista al mar, Salamanca, España, 2015
- Robert Burns y otros poemas, México, 2015
- Algunos poemas, Lima, Perú, 2015
- Poemas desde el andén, Universidad de Valparaíso (mayo 2016, en prensa)

### Prosa
- Ascensores porteños/ Guía Práctica, Ed. Altazor, Viña del Mar, 1999 y 2002
- Ascensores de Valparaíso, Ed. RIL, Santiago, 2007
- Beethoven, el yogurt y nuestros años felices, Ed. Senda, Estocolmo, 2010
- Crónicas suecas/ Beethoven, el yogurt y nuestros años felices, Ed. Ril, Santiago, 2013
- Café Cinema/ Historia personal de la poesía porteña, Ed. Altazor, Viña del Mar, 2015